# Heroes of Might and Magic V
Heroes of Might and Magic V, även Heroes 5 eller HoMM5 är det femte spelet i den turordningsbaserade strategispelserien Heroes of Might and Magic, utvecklat av Nival Interactive.
Det finns två expansionspaket till spelet, Hammers of Fate och Tribes of the East.

## Handling
Handlingen börjar med Kung Nicolais bröllop med Isabel. Under ceremonin attackerar demonerna och Nicolai tvingas ta till sina militära tjänster, medan Isabel evakueras. Men Isabel har aldrig varit den att sitta still, samtidigt som hennes kärlek är ute på fronten växer hennes oro till handling. Hon skickar ord efter hjälp från alver och magikerna, samtidigt som hon själv sätter ut att samla män av sitt eget folk för att stärka den militära styrkan mot demonerna.
I ett bakhåll blir Isabel tillfångatagen av Agrael, en demonkommendör. Under denna tid blir det klart att med anledning av någon hemlig plan, så vill demonerna komma åt Isabel. Hon räddas dock av Godric, bara för att möta sin älskade Nicolai på fältet mot demonerna, dödligt sårad av Agrael. Nicolais sista önskan är att Isabel ska ta över tronen, trots att hon aldrig har blivit krönt.
Med kungarikets redan unga kung död, en drottning hårt driven av hat, demonernas ännu dolda plan, de odödas egna mål, samt alvernas och magikernas starka motvilja att kasta sig in i ännu ett krig, ser framtiden mörk ut.